# 베트남화
베트남화(영어: Vietnamization)는 "남베트남 군대를 확장하고, 장비하고, 훈련시키고, 그들에게 지속적으로 증가하는 전투 역할을 부여하고, 동시에 미국 전투 병력의 수를 꾸준히 감소시키는" 프로그램을 통해 베트남 전쟁에 대한 미국의 개입을 끝내는 리처드 닉슨 행정부의 정책이다. 남베트남 민족해방전선의 구정 대공세가 가져온 이 정책은 특히 지상전 역할에 대한 미군 전투 부대를 언급했지만, 미군 고문단의 방침에 합치하는 미국 공군의 전투와 남베트남에 대한 지원까지 포기한 것은 아니었다. 1968년 미라이 학살, 1970년 캄보디아 침공, 그리고 1971년 공개된 펜타곤 문서 등으로 인해 공세 이후 시작된 정부에 대한 미국 시민의 불신은 더욱 심해졌다.
"베트남화"라는 단어는 우연히 나온 것이었다. 1969년 1월 28일 미국 국가안전보장회의에서 크레이튼 에이브람스 장군의 대리인이자 베트남 군사원조사령부의 사령관이었던 앤드루 굿패스터 장군은 베트남 공화국 육군(ARVN)은 꾸준히 개선되어 왔으며, 전쟁이 "탈미화"될 수 있는 지점은 임박했다고 말했다. 미국 국방부 장관이었던 맬빈 레어드는 "우리가 필요로 하는 것은 올바른 문제에 중점을 두기 위한 '베트남화'와 같은 용어이다."라며 앤드루의 요점에는 동의했지만 언어에 대해서는 동의하지 않았다.
베트남화는 닉슨 행정부의 더 넓은 데탕트 정책과도 부합했으며, 미국은 근본적인 전략을 공산주의의 억제가 아니라 협력적인 세계질서로 바꾸어가고 있었고, 닉슨과 그의 핵심 보좌관이었던 헨리 키신저는 더 큰 세계 강국들에 초점을 맞추었다. 닉슨은 키신저에게 소련의 아나톨리 도브리닌과 외교 정책을 상의하라고 지시했다. 또한 닉슨은 중화인민공화국과의 고위급 회담을 마련했다. 남베트남보다 소련 및 중국과의 관계가 미국 외교에는 더 우선시되었다.
닉슨은 베트남화에는 2가지 요소가 있다고 말했다. 첫 번째는 "남베트남군의 인수(人數), 장비, 지도력, 전투 기술에서 군사력 강화"였고, 두 번째는 "(민간인들에 대한 군사 지원과 같은) 남베트남의 평화 프로그램의 연장"이었다. 따라서 베트남 공화국군 지원자들은 작전을 인계받기 위해 미국 헬리콥터 학교에 등록되었다. 중장 데이브 팔머가 관찰한 바와 같이, 미국 헬리콥터 학교에 ARVN 지원자를 합격시키기 위해, 그는 처음에 영어를 배울 필요가 있었다. 현장에서의 수개월간의 훈련과 연습에 더하여, 남베트남 공화국군이 새로운 역량을 키우기까지는 적어도 2년이 걸리게 되었다. 파머는 시간과 자원이 주어진 첫 번째 요소가 달성 가능하다는 것에 동의했다. 그러나 "두 번째 요소인 평화는 진정한 도전을 제시했다... 그것은 정부가 항상 자비롭게 활동했었던 지역에서의 자비로운 정부의 행동이었다... 베트남화가 성공하기 위해서는 두 가지를 모두 하는 것이 필요했다."
베트남화 정책은, 그것의 성공적인 실행에도 불구하고, 증강된 남베트남군 병력과 축소된 미군 및 연합군이 남베트남의 붕괴를 막을 수 없었기에 결국에는 실패로 끝났다.